# چمونگتس
چمونگتس (به لهستانی:  Czmoniec) یک روستا در لهستان است که در گمینا کورنگک واقع شده‌است. چمونگتس ۲۲۰ نفر جمعیت دارد و ۷۰ متر بالاتر از سطح دریا واقع شده‌است.